# گل مردابی (سرده)
گل مردابی (نام علمی: Nymphoides) نام یک سرده از راسته میناسانان است.